# 屈克尔斯
屈克尔斯是德国石勒苏益格－荷尔斯泰因州的一个市镇。总面积8.45平方公里，总人口439人，其中男性233人，女性206人（2011年12月31日），人口密度52人/平方公里。